# Javier Colli

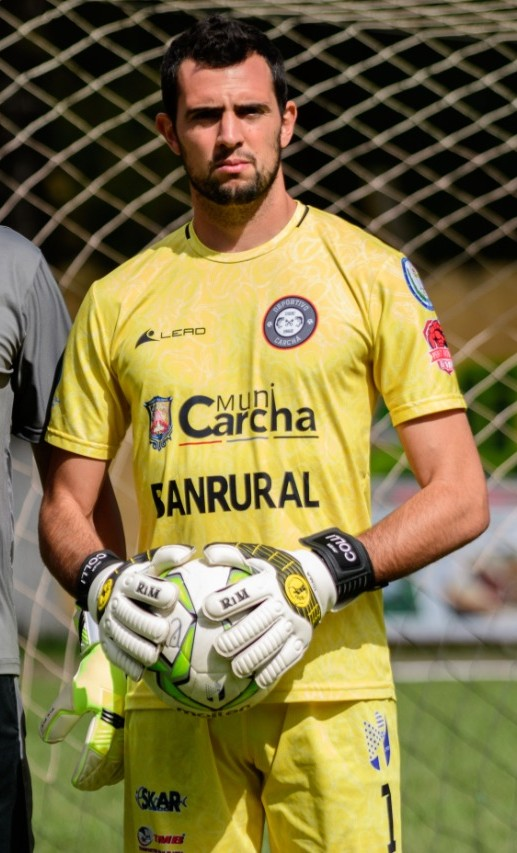
El portero argentino haciendo su presentación en la portería del C.S. y D. Carchá (Guatemala).

Javier Colli (Capital Federal, Buenos Aires, Argentina, 3 de noviembre de 1991) es un futbolista argentino que debutó en Sarmiento de Junín. Juega de arquero,su equipo actual es el Juventud Pinulteca Fútbol Club de la Primera División de Guatemala.

## Clubes

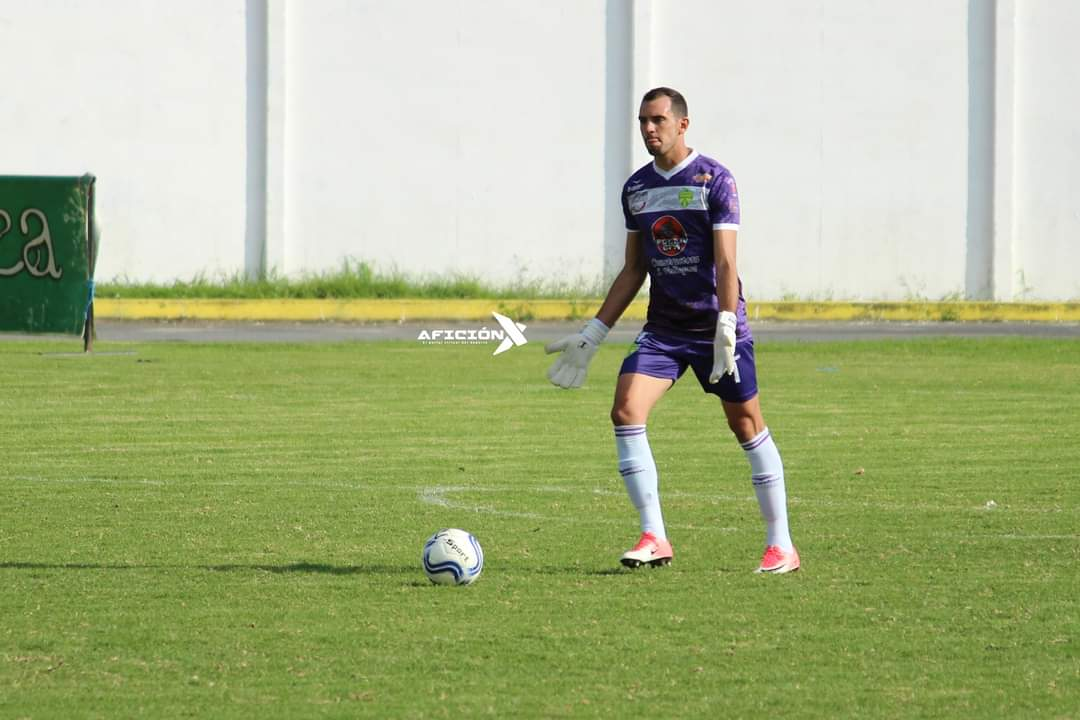
Deportivo Xinabajul. Temporada 20/21.

| Club                           | País      | Año           | Partidos Jugados | Presencias |
| ------------------------------ | --------- | ------------- | ---------------- | ---------- |
| Sarmiento de Junín             | Argentina | 2011 - 2013   | 0                | 1          |
| Gutiérrez Sport Club           | Argentina | 2013 - 2014   | 19               | 1          |
| Estudiantes de San Luis        | Argentina | 2014 - 2015   | 4                | 33         |
| San Jorge Santa Fe             | Argentina | 2016 - 2017   | 29               | 0          |
| Altos Hornos Zapla             | Argentina | 2017 - 2018   | 17               | 0          |
| Brimbank Stallions FC          | Australia | 2018          | 10               | 0          |
| Correcaminos                   | México    | 2019          | 1                | 11         |
| Deportivo Carchá               | Guatemala | Apertura 2019 | 24               | 0          |
| Deportivo Carchá               | Guatemala | Clausura 2020 | 13               | 0          |
| Deportivo Xinabajul            | Guatemala | Apertura 2020 | 8                | 0          |
| Comunicaciones FC B            | Guatemala | Clausura 2021 | 14               | 0          |
| Comunicaciones FC B            | Guatemala | Apertura 2021 | 20               | 0          |
| Club Deportivo Cobán Imperial  | Guatemala | Clausura 2022 | 23               | 0          |
| Juventud Pinulteca Fútbol Club | Guatemala | Apertura 2022 | 20               | 2          |
| Santa Lucía Cotzumalguapa      | Guatemala | Clausura 2023 | 21               | 0          |
| Juventud Pinulteca Fútbol Club | Guatemala | Apertura 2023 | 15               | 8          |
| Juventud Pinulteca Fútbol Club | Guatemala | Clausura 2024 | 19               | 1          |
| Total carrera                  |           |               | 257              | 57         |

## Palmarés
| Título                          | Club                           | País      | Año  |
| ------------------------------- | ------------------------------ | --------- | ---- |
| Primera B Metropolitana 2011/12 | Sarmiento de Junín             | Argentina | 2012 |
| Federal A 2014                  | Sportivo Estudiantes           | Argentina | 2014 |
| Victorian State League 2        | Brimbank Stallions FC          | Australia | 2018 |
| Primera División Apertura 2023  | Juventud Pinulteca Fútbol Club | Guatemala | 2023 |

## Galería de imágenes
|                                                               |
| haciendo su presentación en Estudiantes (San Luis), Año 2014. |

| |
| Javier Colli vistiendo el buzo de Estudiantes (San Luis) enfrentando a su similar platense (Estudiantes de La Plata). |

| |
| El arquero argentino vistiendo los colores de Correcaminos UAT en un encuentro correspondiente a la Copa MX enfrentando al conjunto de Monarcas Morelia. |